# Коновалов, Николай Иванович
Николай Иванович Коновалов (19 декабря 1918, Старая Тойда, Воронежская губерния — 13 декабря 1947, там же) — советский военный, командир отделения сапёрного взвода 78-го гвардейского стрелкового полка, гвардии старший сержант — на момент представления к награждению орденом Славы 1-й степени. Один из немногих полных кавалеров ордена Славы, награждённых четырьмя орденами Славы.

## Биография
Родился 19 декабря 1918 года в селе Старая Тойда (ныне — Аннинского района Воронежской области). Окончил 4 класса сельской школы. С ранних лет помогал родителям по хозяйству. Став старше, работал счетоводом в колхозе «Пятилетка» в родном селе.
В октябре 1940 года был призван в Красную Армию. Участник Великой Отечественной войны с июля 1941 года. Воевал на Западном, Воронежском, Юго-Западном, 2-м и 3-м Украинском фронтах. Четыре раза был ранен, лечился в госпитале и возвращался на фронт.
Летом-осенью 1943 года воевал в составе стрелковой дивизии командиром миномётного расчёта. В наступательных боях на Белгородском направлении уничтожил 2 станковых пулемёта и автомобиль. В боях под городом Харьков заменил вышедшего из строя командира взвода, отбил две контратаки. Участвовал в форсировании реки Днепр, был контужен. После излечения в госпитале направлен в 230-й запасной армейский полк 53-й армии. Здесь, за бои 1943 года, был представлен к награждению орденом Славы 3-й степени, награждён медалью «За отвагу».
Из запасного полка был направлен 78-й гвардейский стрелковый полк 25-й гвардейской стрелковой дивизии, командиром стрелкового отделения. 29 марта 1944 года в боях районе города Котовска гвардии старший сержант Коновалов одним из первых ворвался в траншею противника, уничтожил свыше отделения противников. Со своим отделением ворвался на северную окраину города, отразил контратаку врага. Смело действовал в уличных боях в городе Котовск, лично уничтожил более 20 вражеских солдат. Был представлен к награждению орденом Красного Знамени.
Приказом по войскам 26-го гвардейского стрелкового корпуса от 23 апреля 1944 года гвардии старший сержант Коновалов Николай Иванович награждён орденом Славы 3-й степени.
К концу 1944 года воевал уже командиром саперного отделения в том же полку. В июле 1944 года вступил в ВКП.
В декабре 1944 года при прорыве обороны противника в 10 км севернее города Будапешт гвардии старший сержант Коновалов проделал 2 прохода в проволочном заграждении и обезвредил 20 мин противника. 12 декабря во время контратаки противника вблизи населённого пункта Алшогёд под огнём бронетранспортёров и танков установил более 20 мин на танкоопасных местах. Был представлен к награждению орденом Богдана Хмельницкого 3-й степени.
Пока наградные документы шли по инстанциям, гвардии старший сержант Коновалов вновь отличился — в боях при штурме столицы Венгрии. В одном из уличных боев его отделение заминировало и подорвало дом, вместе с засевшем в нём гарнизоном. 17 января 1945 года при штурме парламента сделал три прохода и снял 26 мин. Был представлен к награждению орденом Красной Звезды.
Приказом по войскам 7-й гвардейской армии от 13 февраля 1945 гвардии старший сержант Коновалов Николай Иванович награждён орденом Славы 2-й степени.
В период с 29 апреля по 8 мая 1945 года при прорыве обороны противника и преследовании его гвардии старший сержант Коновалов проявил образцы геройства и отваги. С 3 по 5 мая 1945 года у населенного пункта Бекешов под сильным пулеметно-пушечным огнём противника, лично разведал на близком расстоянии от линии обороны противника танкоопасные места и дороги. На этих участках установил минные поля и ловушки, на которых зафиксировано три случая подрыва вражеских разведчиков и одной автомашины. Транспортировку взрывающих веществ и противотанковых мин Коновалов производил перетаскиванием на спине под непрерывным огнём противника с риском для собственной жизни.
Приказом по войскам 2-го Украинского фронта гвардии старший сержант Коновалов Николай Иванович награждён орденом Славы 2-й степени повторно.
Указом Президиума Верховного Совета СССР от 15 мая 1946 года за отвагу и геройство, проявленные в боях с немецкими захватчиками в Великой Отечественной войне, гвардии старший сержант Коновалов Николай Иванович награждён орденом Славы 1-й степени. Стал полным кавалером ордена Славы.
После демобилизации вернулся в родное село. Работал секретарем партбюро в колхозе «Вторая пятилетка». Поступил учиться в заочную Воронежскую школу подготовки партийных кадров, но закончить её не удалось. Тяжелые раны и контузии, полученные на фронте, подорвали здоровье фронтовика. 
Скончался 13 декабря 1947 года. Похоронен в центре села, на могиле установлен памятник.

## Награды
- медаль «За отвагу» (18.3.1944)[1]
- Орден Славы 3-й степени (23.4.1944)[2]
- Орден Славы 2-й степени (13.2.1945)[3]
- Орден Славы 2-й степени (8.6.1945)[4]
- Орден Славы 1-й степени (15.5.1946).

## Память
В селе Старая Тойда именем фронтовика названа улица.